# Lê Đại
Lê Đại (1875 - 1951), tự Siêu Tùng, hiệu Từ Long; là chí sĩ yêu nước và là nhà thơ Việt Nam ở đầu thế kỷ 20.

## Tiểu sử
Ông sinh tại làng Thịnh Hào, Huyện Hoàn Long, tỉnh Hà Đông (nay là thuộc phường Hàng Bột, quận Đống Đa, Thành phố Hà Nội).
Thân phụ là Tú Kép Thịnh Hào. Thuở nhỏ, Lê Đại từng học với Thám hoa Vũ Phạm Hàm, đỗ đầu xứ, nhưng thi Hương mấy lần đều không đỗ.
Năm 1906, ông gia nhập Duy Tân hội và phong trào Đông Du. Năm 1907, nhận lời mời của Lương Văn Can, ông tham gia sáng lập trường Đông Kinh nghĩa thục và tham gia Ban Tu thư của trường.
Sau khi trường bị đóng cửa, ông vẫn tiếp tục dạy riêng một vài lớp học tại hiệu Đồng Lợi tế ở phố Hàng Bồ (Hà Nội).
Năm 1908, vì liên quan đến vụ Hà Thành đầu độc, Lê Đại cùng Vũ Hoành, Nguyễn Quyền bị nhà cầm quyền Pháp kết án chung thân đày ra Côn Đảo.
Tuy nhiên, sau 17 năm lao tù khổ sở, đến 1925  Lê Đại được phóng thích. Ông trở lại Hà Nội, mở cửa hiệu chuyên viết thuê đối, trướng dưới bút hiệu Từ Long. Khoảng 2 năm sau, thì mẹ ông mất.
Sau khi Việt Nam Dân chủ Cộng hòa được thành lập, Chủ tịch Hồ Chí Minh đã nhờ Lê Đại giao thư từ với Nguyễn Hải Thần của Việt Nam Cách mệnh Đồng minh Hội. Mục đích là kêu gọi Việt Cách đoàn kết với Việt Minh, nhưng không thành công.
Năm 1946, kháng chiến toàn quốc bùng nổ, Lê Đại cùng gia đình tản cư về Sơn Tây, đến cuối năm 1947 mới trở về Hà Nội. Ông lại ngồi viết thuê, làm thơ, và cộng tác trong Ban Văn chương của Việt Nam văn hóa hiệp hội.
Ngày 16 tháng 11 năm 1951, Lê Đại mất tại Hà Nội, thọ 76 tuổi.

## Tác phẩm
Lê Đại đã biên soạn nhiều sách dùng làm tài liệu giảng dạy và tuyên truyền. Theo thống kê chưa đầy đủ, hiện có:
- Quốc văn độc bản (Sách học của quốc văn)
- Nam quốc giai sự (Việc hay nước Nam)
- Quốc văn giáo khoa thư (Sách giáo khoa quốc văn)
- Luân lý giáo khoa thư (sách giáo khoa luân lý)

Ngoài ra, ông dịch sách báo chữ Hán ra tiếng Việt, trong đó có bài dịch Hải ngoại huyết thư của Phan Bội Châu sang thể thơ song thất lục bát là thành công nhất. Tác phẩm đã được Đông Kinh nghĩa thục in và phổ biến rộng rãi trong toàn quốc.
Năm 1939, Huỳnh Thúc Kháng chọn một số bài thơ của ông giới thiệu trong "Thi tù tùng thoại" (nhà in Tiếng Dân, 1939).
Năm 2001, Chương Thâu và Tôn Long tập hợp được khoảng 100 bài của ông và đã giới thiệu trong cuốn Lê Đại, con người và thơ văn do nhà xuất bản Văn hóa-Thông tin ấn hành, 2001.

## Thành tựu nghệ thuật
Thơ văn Lê Đại, phần lớn là thơ cảm tác, đề vịnh, tiễn tặng. Trừ một ít bài chữ Hán, số còn lại đều là tiếng Việt, và bao gồm đủ các thể loại.
Nhận xét thơ ông, GS.Nguyễn Huệ Chi có ý kiến như sau: 
Dưới bất kỳ hình thức nào, thơ Lê Đại đều nhằm phơi bày hình ảnh con người yêu nước của thế hệ mình, từ nhân cách, khí tiết đến cảnh ngộ trớ trêu mà họ phải chịu đựng. Đấy là con người biết gắn mình với một lẽ sống cao đẹp, không ngả nghiêng khi lâm vào thất bại, và biết dùng tiếng cười để ứng phó với mọi tình thế khó khăn (Mới vào ngục khẩu chiếm, Trong ngục Hỏa lò Hà Nội cảm tác, Cảnh Hỏa Lò, Mới ra đảo, Ở đảo Côn Lôn cảm tác...)
Mặt khác, trong cách sống, họ thuộc lớp nhà Nho lỡ vận, trọng đạo nghĩa nhưng ít nhiều cũng đã biết thức thời, khoan dung với cái "mới" chứ không quá câu nệ (Tân gia nữ huấn ca). Và trong quan hệ, đó là con người biết gắn bó, thủy chung và sẻ chia (Tiễn hai cụ Ngô Đức Kế, Huỳnh Thúc Kháng từ Côn Đảo ra về, Tặng cụ Phan Bội Châu nhân vào Huế thăm cụ tại Bến Ngự...)
Bên cạnh, thơ Lê Đại còn là tiếng nói riêng của một cá tính hiền lành mà bướng bỉnh, không khuất phục và rất biết tự cười nhạo mình (Tự trào lão xứ Lê, Năm mươi tám tuổi tự trào...)
Về phong cách thơ ông độc đáo ở khả năng chọn từ vừa bình dị, vừa mới mẻ; ở khả năng phối hợp khăng khích giữa âm hưởng bài thơ và cảm xúc trữ tình, nên gây được ấn tượng mạnh cho người đọc...
Nhìn chung, Lê Đại là một trong những người "giỏi quốc văn, những tay bút lưu loát, hùng hồn, chan chứa nhiệt tình cách mạng" (GS. Đặng Thai Mai).

## Sách tham khảo
- Nguyễn Huệ Chi, mục từ Lê Đại trong Từ điển Văn học (bộ mới). Nhà xuất bản Thế giới, 2004.
- Nhiều người soạn, Hợp tuyển thơ văn Việt Nam (1858-1920), quyển 2. Nhà xuất bản Văn Học, 1985.